# マジックバス
株式会社マジックバス（英: Magic Bus, Inc.）は、日本のアニメ制作会社。成人向け作品においては「ホランナビ」や「MB企画」とクレジットされる。

## 歴史
1972年4月に、アートフレッシュ（杉井ギサブロー主宰）出身のアニメーション監督・演出家の出﨑哲が設立した。
その後作画スタジオから制作会社へと転換。『キャプテン』で関係が出来たエイケン制作作品の実制作の他、テレビシリーズの制作、自社企画による長編作品および他社からのグロス請けによる制作を行っている。2017年の『スカートの中はケダモノでした。』よりピカンテサーカス製作のショートアニメ枠で制作を担当している。
2019年9月1日付で三上鉄男が代表取締役社長に就任。創業者の出﨑は会長職に異動した。2020年5月20日付で出﨑が代表取締役会長兼社長に就任し、三上が代表権のない取締役副社長に異動した。
東京都の本社のほか、新潟県（2019年10月にマジックバス新潟合同会社として分社したのち、株式会社ZONEへと組織変更）、京都府（2019年4月開設）にスタジオを持つ。

## 作品履歴

### テレビアニメ
| 開始年 | 放送期間          | タイトル                                           | 監督                    | 備考                                 |
| ------ | ----------------- | -------------------------------------------------- | ----------------------- | ------------------------------------ |
| 1992年 | 2月11日           | ボーイフレンド                                     | 出﨑哲                  |                                      |
| 1996年 | 1月 - 6月         | バケツでごはん                                     | 出﨑哲                  |                                      |
| 1996年 | 10月 - 1997年9月  | きこちゃんすまいる                                 | 四分一節子（総）        |                                      |
| 1997年 | 10月 - 1998年11月 | 学級王ヤマザキ                                     | 冨永恒雄                |                                      |
| 1997年 | 12月 - 1998年7月  | BURN-UP EXCESS                                     | 木村真一郎              |                                      |
| 1998年 | 1月 - 4月         | セクシーコマンドー外伝 すごいよ!!マサルさん        | 大地丙太郎              |                                      |
| 1998年 | 4月 - 9月         | ヴァイスクロイツ                                   | 江上潔 棚橋一徳         | 共同制作：プラム（第18・24話）       |
| 1998年 | 10月 - 1999年3月  | 突撃!パッパラ隊                                    | 前島健一                |                                      |
| 1999年 | 5月 - 7月         | SURF SIDE HIGH-SCHOOL                              | 吉田啓良                |                                      |
| 2001年 | 4月 - 2002年3月   | ゴーゴー五つ子ら・ん・ど                           | 四分一節子（総）        |                                      |
| 2002年 | 8月 - 11月        | 魔王ダンテ                                         | 前島健一                |                                      |
| 2003年 | 3月 - 5月         | 魔獣戦線 THE APOCALYPSE                            | 前島健一                |                                      |
| 2003年 | 6月 - 9月         | シンデレラボーイ                                   | 冨永恒雄                |                                      |
| 2005年 | 1月 - 2月         | だめっこどうぶつ                                   | 四分一節子              |                                      |
| 2005年 | 6月 - 11月        | パタリロ西遊記!                                    | 前島健一                |                                      |
| 2005年 | 7月 - 9月         | プレイボール                                       | 出崎哲（総） 四分一節子 | 1st                                  |
| 2006年 | 1月 - 3月         | プレイボール                                       | 出崎哲（総） 四分一節子 | 2nd                                  |
| 2010年 | 1月 - 3月         | COBRA THE ANIMATION                                | 清水恵蔵                |                                      |
| 2017年 | 7月 - 9月         | スカートの中はケダモノでした。                     | 熨斗谷充孝              |                                      |
| 2018年 | 4月 - 6月         | 甘い懲罰〜私は看守専用ペット                       | 熨斗谷充孝              |                                      |
| 2019年 | 1月 - 2月         | パパだって、したい                                 | 熨斗谷充孝              |                                      |
| 2019年 | 4月 - 5月         | 洗い屋さん!〜俺とアイツが女湯で!?〜                | 熨斗谷充孝              |                                      |
| 2019年 | 4月 - 8月         | 妖怪ウォッチ!                                      | 泉保良輔                | 共同制作：OLM TEAM INOUE、第22話まで |
| 2019年 | 10月 - 11月       | XL上司。                                           | 熨斗谷充孝              |                                      |
| 2020年 | 4月 - 5月         | 俺の指で乱れろ。〜閉店後二人きりのサロンで…〜      | 熨斗谷充孝              |                                      |
| 2022年 | 7月 - 9月         | シュート!Goal to the Future                        | 中村憲由                | 共同制作：EMTスクエアード            |
| 2023年 | 4月 - 6月         | 転生貴族の異世界冒険録〜自重を知らない神々の使徒〜 | 中村憲由                | 共同制作：EMTスクエアード            |

### 劇場アニメ
| 公開年 | タイトル                               | 備考                                                                 |
| ------ | -------------------------------------- | -------------------------------------------------------------------- |
| 1984年 | プロ野球を10倍楽しく見る方法PART2      | 江本孟紀の著書を一部アニメ化でその第2作目、共同制作:スタジオ・ルック |
| 1988年 | 現世守護神 ぴーひょろ一家              |                                                                      |
| 1988年 | 白旗の少女 琉子                        |                                                                      |
| 1990年 | CAROL                                  |                                                                      |
| 1990年 | 亜人戦士                               |                                                                      |
| 1992年 | せんぼんまつばら 川と生きる少年たち    | 共同制作:虫プロダクション                                            |
| 1992年 | 銀河英雄伝説外伝 黄金の翼              |                                                                      |
| 1993年 | みいちゃんのてのひら                   |                                                                      |
| 1993年 | 蒼い記憶 満蒙開拓と少年たち            |                                                                      |
| 1994年 | 雪渡り                                 |                                                                      |
| 1997年 | 幕末のスパシーボ                       | 共同制作:NHKエンタープライズ21                                       |
| 1999年 | ハッピーバースデー 命かがやく瞬間      |                                                                      |
| 2001年 | いのちの地球 ダイオキシンの夏          |                                                                      |
| 2002年 | アテルイ                               |                                                                      |
| 2002年 | 夢かける高原 清里の父 ポール・ラッシュ |                                                                      |
| 2003年 | もも子、かえるの歌がきこえるよ。       |                                                                      |
| 2004年 | ハードル 真実と勇気の間で              |                                                                      |
| 2005年 | ガラスのうさぎ                         |                                                                      |

### OVA
| 発売年 | タイトル                             | 備考                                                      |
| ------ | ------------------------------------ | --------------------------------------------------------- |
| 1988年 | 神州魑魅変                           | -1989年                                                   |
| 1988年 | 華星夜曲                             |                                                           |
| 1989年 | 力王 RIKI-OH 等括地獄                |                                                           |
| 1989年 | 寒月一凍悪霊斬り                     |                                                           |
| 1990年 | 力王 RIKI-OH VIOLENCE2 滅びの子      |                                                           |
| 1990年 | 鬼丸 ONIMARU                         |                                                           |
| 1990年 | マッド★ブル34                        |                                                           |
| 1990年 | ポストの中の明日                     | 藤子・F・不二雄のSF（すこし・ふしぎ）短編シアターシリーズ |
| 1990年 | ニューイヤー星調査行                 | 藤子・F・不二雄のSF（すこし・ふしぎ）短編シアターシリーズ |
| 1991年 | みどりの守り神                       | 藤子・F・不二雄のSF（すこし・ふしぎ）短編シアターシリーズ |
| 1991年 | 絶滅の島                             | 藤子・F・不二雄のSF（すこし・ふしぎ）短編シアターシリーズ |
| 1991年 | 有閑倶楽部 犬猫まるごとHOWマッチ     |                                                           |
| 1991年 | ザ・学園超女隊                       |                                                           |
| 1991年 | 1月にはChristmas                     |                                                           |
| 1992年 | 有閑倶楽部2 香港より愛をこめて       |                                                           |
| 1992年 | 破妖の剣                             |                                                           |
| 1993年 | お洒落小僧は花マルッ                 |                                                           |
| 1997年 | 竜機伝承                             |                                                           |
| 1999年 | 刻の大地 〜花の王国の魔女〜          |                                                           |
| 2008年 | COBRA THE ANIMATION ザ・サイコガン   | -2009年                                                   |
| 2009年 | COBRA THE ANIMATION タイム・ドライブ |                                                           |

### Webアニメ
| 配信年 | タイトル                      | 監督   | 共同制作                             |
| ------ | ----------------------------- | ------ | ------------------------------------ |
| 2020年 | POKÉTOON ズルッグとミミッキュ | 井上卓 | ダンデライオンアニメーションスタジオ |

### ゲーム
| 発売年 | タイトル               | 機種              | 備考               |
| ------ | ---------------------- | ----------------- | ------------------ |
| 1996年 | ファイアーウーマン纏組 | PC-FX PlayStation | アニメーション制作 |

### 作画担当作品
テレビアニメ
- ムーの白鯨 （1980年）
- キャプテン （1983年）
- 装甲騎兵ボトムズ （1983年-1984年）
- Galactic Patrol レンズマン （1984年-1985年）
- スペースオズの冒険 （1992年-1993年）
- ロードス島戦記-英雄騎士伝- （1998年）
- フルーツバスケット（2001年）
- 陸上防衛隊まおちゃん （2002年）
- 極上!!めちゃモテ委員長 （2009年）

劇場アニメ
- ルパン三世 ルパンVS複製人間（1978年）
- がんばれ!!タブチくん!!（1979年）
- 幻魔大戦 （1983年）
- ゴルゴ13 （1983年）
- SPACE ADVENTURE コブラ （1983年）
- SF新世紀 レンズマン（1984年）
- 王立宇宙軍~オネアミスの翼 （1987年）
- AKIRA（1988年）
- うる星やつら いつだってマイ・ダーリン （1991年）
- ピカチュウのなつやすみ （1998年）
- ヱヴァンゲリヲン新劇場版:Q（2012年）
- かぐや姫の物語（2013年）
- 未来のミライ（2018年）

OVA
- トップをねらえ!（1988年）

### 制作協力
1980年代
- 超時空世紀オーガス（制作元請：東京ムービー新社、オープニングアニメーション、1983年-1984年）
- ガラスの仮面（制作元請：エイケン、各話制作協力、1984年）
- 忍者戦士飛影（制作元請：ぴえろ、オープニング・エンディングアニメーション、1985年-1986年）
- ワンダービートS（制作元請：虫プロダクション、制作協力、1986年）
- めぞん一刻（制作元請：スタジオディーン、各話制作協力、1986年-1988年）
- 11人いる!（制作元請：キティ・フィルム、制作協力、1986年）
- 扉を開けて（制作元請：キティ・フィルム、制作協力、1986年）
- GREY デジタル・ターゲット（制作元請：葦プロダクション、制作協力、1986年）
- シティーハンター（制作元請：サンライズ、各話制作協力、1987年-1988年）
- 銀河英雄伝説（制作元請：キティ・フィルム→ケイファクトリー、各話制作協力、1988年-2000年）
- うる星やつら 完結篇（制作元請：キティ・フィルム、制作協力、1988年）
- 海の闇、月の影（制作元請：ビジュアル80、制作協力、1989年）

1990年代
- タイニー・トゥーン アドベンチャーズ（制作元請：テレコム・アニメーションフィルム、各話制作協力、1990年-1993年）
- うしろの正面だあれ（制作元請：虫プロダクション、制作協力、1991年）
- リトル・マーメイド（制作元請：ウォルト・ディズニー・アニメーション・ジャパン、各話制作協力、1992年-1994年）
- アニマニアックス（制作元請：テレコム・アニメーションフィルム、各話制作協力、1993年-1998年）
- 熱血最強ゴウザウラー（制作元請：サンライズ、各話制作協力、1993年-1994年）
- 銀河英雄伝説 新たなる戦いの序曲（制作元請：キティ・フィルム、制作協力、1993年）
- 天地無用!（制作元請：AIC、各話制作協力、1995年）
- 神秘の世界エルハザード（制作元請：AIC、各話制作協力、1995年）
- ドラゴンボールZ 復活のフュージョン!!悟空とベジータ（制作元請：東映アニメーション、制作協力、1995年）
- 魔法使いTai!（制作元請：トライアングルスタッフ、各話制作協力、1996年）
- 名探偵コナン（制作元請：トムス・エンタテインメント、各話制作協力、1996年-）
- 新・天地無用!（制作元請：AIC、各話制作協力、1997年）
- バトルアスリーテス大運動会（制作元請：AIC、制作協力、1997年-1998年）
- フォトン（制作元請：AIC、各話制作協力、1998年）
- 宇宙海賊ミトの大冒険 2人の女王様（制作元請：トライアングルスタッフ、各話制作協力、1999年）
- ONE PIECE（制作元請：東映アニメーション、各話制作協力、1999年-）

2000年
- ブギーポップは笑わない Boogiepop Phantom（制作元請：マッドハウス、各話制作協力）
- 陽だまりの樹（制作元請：マッドハウス、各話制作協力）
- とっとこハム太郎（制作元請：トムス・エンタテインメント、各話制作協力、-2006年）
- ドッとKONIちゃん（制作元請：シャフト、各話制作協力）
- A・LI・CE（制作元請：中央アイトス、制作協力）

2001年
- 頭文字D Extra Stage（制作元請：パステル、制作協力）

2002年
- NARUTO -ナルト-（制作元請：ぴえろ、各話制作協力）
- 藍より青し（制作元請：J.C.STAFF、各話制作協力）

2003年
- マーメイドメロディー ぴちぴちピッチ（制作元請：アクタス・シナジージャパン、各話制作協力）
- 探偵学園Q（制作元請：ぴえろ、各話制作協力）
- アストロボーイ・鉄腕アトム（制作元請：手塚プロダクション、各話制作協力）
- まぶらほ（制作元請：J.C.STAFF、各話制作協力）
- ブラック・ジャック2時間スペシャル 〜命をめぐる4つの奇跡〜（制作元請：手塚プロダクション、パート制作協力）

2004年
- マーメイドメロディー ぴちぴちピッチ ピュア（制作元請：アクタス・シナジージャパン、各話制作協力）
- 忘却の旋律（制作元請：J.C.STAFF、各話制作協力）
- 愛してるぜベイベ★★（制作元請：トムス・エンタテインメント、各話制作協力）
- マシュマロ通信（制作元請：スタジオコメット、各話制作協力）
- BLEACH（制作元請：ぴえろ、各話制作協力）
- スクールランブル（制作元請：スタジオコメット、各話制作協力）

2005年
- 絶対少年（制作元請：亜細亜堂、発注元：銀画屋、各話制作協力）
- ゾイドジェネシス（制作元請：小学館ミュージック&デジタル エンタテイメント、各話制作協力）
- 新釈 眞田十勇士（制作元請：ティー・ピー・オー、制作協力）
- SHUFFLE!（制作元請：アスリード、各話制作協力）
- capeta（制作元請：スタジオコメット、各話制作協力）
- 雪の女王（制作元請：トムス・エンタテインメント、各話制作協力）

2006年
- エンジェル・ハート（制作元請：トムス・エンタテインメント、各話制作協力）
- スクールランブル 二学期（制作元請：スタジオコメット、各話制作協力）
- 桜蘭高校ホスト部（制作元請：ボンズ、各話制作協力）
- Soul Link（制作元請：ピクチャーマジック、各話協力スタジオ）
- きらりん☆レボリューション（制作元請：シナジージャパン・G&G ENTERTAINMENT、各話制作協力）
- 銀色のオリンシス（制作元請：東映アニメーション、各話制作協力）
- エア・ギア（制作元請：東映アニメーション、各話制作協力）
- 恋する天使アンジェリーク 〜心のめざめる時〜（制作元請：サテライト、各話制作協力）
- おねがいマイメロディ 〜くるくるシャッフル!〜（制作元請：スタジオコメット、各話制作協力）
- 天保異聞 妖奇士（制作元請：BONES、各話制作協力）
- ぷるるんっ!しずくちゃん（制作元請：トムス・エンタテインメント、各話制作協力）
- 家庭教師ヒットマンREBORN!（制作元請：アートランド、各話制作協力）

2007年
- SHUFFLE! MEMORIES（制作元請：アスリード、各話制作協力）
- NARUTO -ナルト- 疾風伝（制作元請：ぴえろ、各話制作協力）
- レ・ミゼラブル 少女コゼット（制作元請：日本アニメーション、各話制作協力）
- Saint October（制作元請：スタジオコメット、各話制作協力）
- おおきく振りかぶって（制作元請：A-1 Pictures、各話制作協力）
- ラブ★コン（制作元請：東映アニメーション、各話制作協力）
- ケンコー全裸系水泳部 ウミショー（制作元請：アートランド、各話制作協力）
- もっけ（制作元請：マッドハウス・手塚プロダクション、各話制作協力）
- ご愁傷さま二ノ宮くん（制作元請：AICスピリッツ、各話制作協力）
- ぷるるんっ!しずくちゃん あはっ☆（制作元請：トムス・エンタテインメント、各話制作協力）

2008年
- もえがく★5（制作元請：AICスピリッツ、各話制作協力）
- まめうしくん（制作元請：トムス・エンタテインメント、各話制作協力）
- テレパシー少女 蘭（制作元請：トムス・エンタテインメント、各話制作協力）
- ライブオン CARDLIVER 翔（制作元請：トムス・エンタテインメント、各話制作協力）

2009年
- 源氏物語千年紀 Genji（制作元請：トムス・エンタテインメント・手塚プロダクション、各話制作協力）
- まりあ†ほりっく（制作元請：シャフト、各話制作協力）
- 東のエデン（制作元請：Production I.G、各話制作協力）
- 毎日かあさん（制作元請：ぎゃろっぷ、各話制作協力）
- ミラクル☆トレイン〜大江戸線へようこそ〜（制作元請：ゆめ太カンパニー、各話制作協力）
- ささめきこと（制作元請：AIC、各話制作協力）
- 異世界の聖機師物語（制作元請：AICスピリッツ・BeSTACK、各話制作協力）

2010年
- ダンス イン ザ ヴァンパイアバンド（制作元請：シャフト、各話制作協力）
- ひだまりスケッチ×☆☆☆（制作元請：シャフト、各話制作協力）
- 迷い猫オーバーラン!（制作元請：AIC、各話制作協力）
- いちばんうしろの大魔王（制作元請：アートランド、各話制作協力）
- スティッチ! 〜ずっと最高のトモダチ〜（制作元請：シンエイ動画、各話制作協力）
- それでも町は廻っている（制作元請：シャフト、各話制作協力）
- 咎狗の血（制作元請：A-1 Pictures、各話制作スタジオ）
- 探偵オペラ ミルキィホームズ（制作元請：J.C.STAFF、各話制作協力）
- 忍たま乱太郎（制作元請：亜細亜堂、各話制作協力）

2011年
- ダンボール戦機（制作元請：オー・エル・エム、各話制作協力）
- うたの☆プリンスさまっ♪ マジLOVE1000%（制作元請：A-1 Pictures、各話制作協力）
- ブレイド（制作元請：マッドハウス、各話制作協力）
- ちはやふる（制作元請：マッドハウス、各話制作協力）
- 劇場版 魔法先生ネギま! ANIME FINAL（制作元請：スタジオパストラル・シャフト、作画協力）

2012年
- ダンボール戦機W（制作元請：オー・エル・エム、各話制作協力）
- NARUTO -ナルト- SD ロック・リーの青春フルパワー忍伝（制作元請：ぴえろ、各話制作協力）
- モーレツ宇宙海賊（制作元請：サテライト、各話制作協力）
- 超訳百人一首 うた恋い。（制作元請：TYOアニメーションズ、各話制作協力）
- BTOOOM!（制作元請：マッドハウス、各話制作協力）
- ジョジョの奇妙な冒険（制作元請：david production、各話制作協力）
- CØDE:BREAKER（制作元請：KINEMA CITRUS、各話制作協力）
- マギ（制作元請：A-1 Pictures、各話制作協力）
- ジャスティスリーグ:ドゥーム（制作元請：テレコム・アニメーションフィルム）

2013年
- 超速変形ジャイロゼッター（制作元請：A-1 Pictures、各話制作協力）
- ちはやふる2（制作元請：マッドハウス、各話制作協力）
- ビーストサーガ（制作元請：SynergySP、各話制作協力）
- 閃乱カグラ（制作元請：アニメーションスタジオ・アートランド、各話制作協力）
- ダンボール戦機ウォーズ（制作元請：オー・エル・エム、各話制作協力）
- うたの☆プリンスさまっ♪ マジLOVE2000%（制作元請：A-1 Pictures、各話制作協力）
- 宇宙戦艦ヤマト2199（制作元請：XEBEC、各話制作協力）
- フォトカノ（制作元請：マッドハウス、各話制作協力）
- 銀の匙 Silver Spoon（制作元請：A-1 Pictures、各話制作協力）
- 神のみぞ知るセカイ 女神篇（制作元請：マングローブ、各話制作協力）
- 有頂天家族（制作元請：P.A.WORKS、各話制作協力）
- ザー・レジェンド・オブ・コラー（制作元請：ぴえろ、各話制作協力、2013年）
- 俺の脳内選択肢が、学園ラブコメを全力で邪魔している（制作元請：ディオメディア、各話制作協力）
- ダイヤのA（制作元請：MADHOUSE×Production I.G、各話制作協力）
- カードファイト!! ヴァンガード リンクジョーカー編（制作元請：トムス・エンタテインメント、各話制作協力）
- ガリレイドンナ（制作元請：A-1 Pictures、各話制作協力）
- 凪のあすから（制作元請：P.A.WORKS、各話制作協力）

2014年
- 魔法戦争（制作元請：マッドハウス、各話制作協力）
- カードファイト!! ヴァンガード レギオンメイト編（制作元請：トムス・エンタテインメント、各話制作協力）
- 悪魔のリドル（制作元請：ディオメディア、各話制作協力）
- ノーゲーム・ノーライフ（制作元請：マッドハウス、各話制作協力）
- 妖怪ウォッチ（制作元請：オー・エル・エム、各話制作協力）
- ハイキュー!!（制作元請：Production I.G、各話制作協力）
- ハナヤマタ（制作元請：マッドハウス、各話制作協力）
- グラスリップ（制作元請：P.A.WORKS、各話制作協力）
- 天体のメソッド（制作元請：3Hz、各話制作協力）
- カードファイト!! ヴァンガードG（制作元請：トムス・エンタテインメント、各話制作協力）

2015年
- SHIROBAKO（制作元請：P.A.WORKS、各話制作協力）
- デス・パレード（制作元請：マッドハウス、各話制作協力）
- 聖剣使いの禁呪詠唱（制作元請：ディオメディア、各話制作協力）
- 戦国無双（制作元請：TYOアニメーションズ、手塚プロダクション、各話制作協力）
- 純潔のマリア（制作元請：Production I.G、各話制作協力）
- うたの☆プリンスさまっ♪ マジLOVEレボリューションズ（制作元請：A-1 Pictures、各話制作協力）
- ハイスクールD×D BorN（制作元請：ティー・エヌ・ケー、各話制作協力）
- Charlotte（制作元請：P.A.WORKS、各話制作協力）
- 純情ロマンチカ3（制作元請：スタジオディーン、各話制作協力）
- ガッチャマン クラウズ インサイト（制作元請：タツノコプロ、各話制作協力）
- カードファイト!! ヴァンガードG ギアースクライシス編（制作元請：トムス・エンタテインメント、各話制作協力）
- ヤング ブラック・ジャック（制作元請：手塚プロダクション、各話制作協力）
- ルパン三世 PART IV（制作元請：テレコム・アニメーションフィルム、各話制作協力）
- バトマン・バーサス・ロビン（制作元請：アンサー・スタジオ、2015年）

2016年
- ハルチカ 〜ハルタとチカは青春する〜（制作元請：P.A.WORKS、各話制作協力）
- Dimension W（制作元請：Studio 3Hz×オレンジ、各話制作協力）
- 映画 プリキュアオールスターズ みんなで歌う♪奇跡の魔法!（制作元請：東映アニメーション、制作協力）
- プリンス・オブ・ストライド オルタナティブ（制作元請：マッドハウス、各話制作協力）
- 昭和元禄落語心中（制作元請：スタジオディーン、各話制作協力）
- カードファイト!! ヴァンガードG ストライドゲート編（制作元請：トムス・エンタテインメント、各話制作協力）
- 怪盗ジョーカー（制作元請：シンエイ動画、各話制作協力）
- くまみこ（制作元請：キネマシトラス、[EMTスクエアード、各話制作協力）
- ばくおん!!（制作元請：トムス・エンタテインメント、各話制作協力）
- クロムクロ（制作元請：P.A.WORKS、各話制作協力）
- 坂本ですが?（制作元請：スタジオディーン、各話制作協力）
- 暗殺教室（制作元請：Lerche、各話制作協力）
- 双星の陰陽師（制作元請：ぴえろ、各話制作協力）
- フューチャーカード バディファイトDDD（制作元請：OLM・XEBEC、各話制作協力）
- ツキウタ。 THE ANIMATION（制作元請：ぴえろ、各話制作協力）
- 美男高校地球防衛部LOVE!LOVE!（制作元請：スタジオコメット、各話制作協力）
- 不機嫌なモノノケ庵（制作元請：ぴえろプラス、各話制作協力）
- ねじ巻き精霊戦記 天鏡のアルデラミン（制作元請：マッドハウス、各話制作協力）
- タイムボカン24（制作元請：タツノコプロ、各話制作協力）
- うたの☆プリンスさまっ♪ マジLOVEレジェンドスター（制作元請：A-1 Pictures、各話制作協力）
- 三者三葉（制作元請：動画工房、2016年）

2017年
- ALL OUT!!（制作元請：トムス・エンタテインメント、マッドハウス、各話制作協力）
- 弱虫ペダル NEW GENERATION（制作元請：トムス・エンタテインメント、各話制作協力）
- TRICKSTER -江戸川乱歩「少年探偵団」より-（制作元請：トムス・エンタテインメント、シンエイ動画、各話制作協力）
- 恋愛暴君（制作元請：EMTスクエアード、各話制作協力）
- フューチャーカード バディファイトX（制作元請：OLM・XEBEC、各話制作協力）
- 異世界はスマートフォンとともに。（制作元請：プロダクション リード、各話制作協力）
- コンビニカレシ（制作元請：ぴえろ、各話制作協力）
- URAHARA（制作元請：白組×EMTスクエアード、各話制作協力）
- おそ松さん（制作元請：ぴえろ、各話制作協力）
- ブラッククローバー（制作元請：studioぴえろ、各話制作協力）

2018年
- 妖怪ウォッチ シャドウサイド（制作元請：オー・エル・エム、各話制作協力）
- それいけ!アンパンマン（制作元請：トムス・エンタテインメント、制作協力）
- はるかなレシーブ（制作元請：C2C、制作協力）
- グラゼニ（制作元請：スタジオディーン、制作協力）

2019年
- 妖怪ウォッチ!（制作元請：オー・エル・エム、各話制作協力〈第22話以降〉）

## 関連人物
- 出﨑哲
- 阿部千秋
- 上野史博[注 4]
- 小田裕康
- 北原広大
- 古阪美津妃
- 小林ゆかり
- 坂井久太
- 佐藤利幸

- 佐土原武之
- 敷島博英
- 清水恵蔵
- 四分一節子
- 末永光代
- 鈴木伸一
- 砂川正和
- 泉保良輔
- 髙橋滋春

- 竹内由香里
- 田中麻紀子
- 中澤一登
- 成田歳法
- のがみかずお
- 熨斗谷充孝
- 前島健一
- 桝井一平
- 山本径子

- 前屋俊広
- 川口弘明
- 桜井正明
- 那須野文
- 服部益実[注 5]
- 梶浦紳一郎
- サトウ光敏
- 清島裕子
- 大庭秀昭
- 安藤真喜